# Saint-Laurent-du-Mottay
Saint-Laurent-du-Mottay är en kommun i departementet Maine-et-Loire i regionen Pays de la Loire i nordvästra Frankrike. Kommunen ligger i kantonen Saint-Florent-le-Vieil som tillhör arrondissementet Cholet. År 2018 hade Saint-Laurent-du-Mottay 699 invånare.

## Befolkningsutveckling
Antalet invånare i kommunen Saint-Laurent-du-Mottay
| Referens: INSEE |